# 張禎 (成化進士)
張禎（1449年—？），字國興，山東莱州府平度州人，軍籍，明朝政治人物。

## 生平
山東鄉試第二十二名舉人。成化十七年（1481年）中式辛丑科會試第一百九十二名，三甲第三十四名進士。

## 家族
曾祖张绍先；祖父张钦；父张麟；母王氏。具庆下。弟祥。